# Torre d'IJzer
La Torre d'IJzer, situada a Diksmuide, és un dels monuments commemoratius més emblemàtics de Bèlgica. Commemora una de les batalles més ferotges de la Primera Guerra Mundial, la batalla d'Ijzer, i s'ha convertit en un símbol de la pau, la llibertat, la tolerància i també del nacionalisme flamenc. A l'interior de la torre, de vint-i-dos pisos d'alçada, s'hi troba una capella, un auditori i un museu sobre la Primera Guerra Mundial, el període d'entreguerres i la Segona Guerra Mundial, la vida al front i l'art al front, on poden trobar-se diferents pintures realitzades per soldats. Al llarg de l'any aquest espai de memòria també acull diverses exposicions temporals i actes conmemoratius.
La defensa, per part de l'exèrcit belga, del canal Izjer és el que es coneix com la batalla d'Izjer, un dur enfrontament que va tenir lloc el mes d'octubre de 1914 i que pretenia aturar l'ofensiva alemanya sobre el canal que unia Diksmuide amb Nieuwpoort i així frenar l'ocupació alemanya de Flandes. Finalment, per evitar l'avenç alemany, el 25 d'octubre es van obrir les recloses de la desembocadura del canal, inundant els camps del costat i la línia de tren que arribava fins a Nieuwpoort. L'exèrcit alemany es va veure obligat a retirar-se, però aviat va començar una nova ofensiva sobre la ciutat d'Ypres.